# Dichochrysa sjostedti
Dichochrysa sjostedti är en insektsart som först beskrevs av Van der Weele 1910.  Dichochrysa sjostedti ingår i släktet Dichochrysa och familjen guldögonsländor. Inga underarter finns listade i Catalogue of Life.